# Порозок (річка)
Порозок — річка в Росії та Україні, у Грайворонському й Сумському районах Бєлгородської й Сумської областей. Ліва притока Пожні (басейн Дніпра).

## Опис
Довжина річки приблизно 9,2 км.

## Розташування
Бере початок на південному заході від села Смородино. Спочатку тече на південний схід, а потім на південний захід через село Порозок і у Верхній Пожні впадає у річку Пожню, праву притоку Ворсклиці.
Річку перетинає автошлях Р 45